# Інтернатна вулиця (Конотоп)
Ву́лиця Інтерна́тна — вулиця міста Конотоп Сумської області, одна з найдовших вулиць міста.

## Історія
Від початку свого існування отримала назву Завгородня. Перші згадки про неї датуються 1782 роком.
В 1920-их роках перейменована на вулицю Інтернатну. Вперше ця назва згадується 28 червня 1929 року.
Вулиця отримала назву від розташованого на ній інтернату для дітей-сиріт.